# Pterostichus nicaeensis
Pterostichus nicaeensis es una especie de escarabajo terrestre del género Pterostichus, categorizada en la tribu Pterostichini, de la subfamilia Harpalinae. Fue descrita por A. & G.B.Villa en 1835.

## Distribución
Se distribuye por Francia e Italia.